# Erwin Bodenstedt
Erwin Bodenstedt (* 25. Januar 1926 in Köln; † März 2002) war ein deutscher Kernphysiker, der sich vor allem experimentell mit Kernspektroskopie beschäftigte.
Bodenstedt wurde 1952 bei Wolfgang Riezler an der Universität Bonn promoviert, war dann bis 1954 Assistent in Bonn (und in dieser Zeit unter Wolfgang Paul am Entwurf des 500 MeV Elektronensynchrotrons beteiligt), 1955 an der Cornell University zu Robert R. Wilson, als dort ein 1,5 GeV Elektronensynchrotron gebaut wurde. Nach kurzer Zeit bei den Siemens Forschungslaboratorien in Erlangen ging er 1956 zu Walter Jentschke an die Universität Hamburg, wo er sich der experimentellen Kernphysik zuwandte und sich 1960 habilitierte (magnetische Momente angeregter Kerne). 1962 wurde er Professor an der Universität Bonn am Institut für Strahlen- und Kernphysik, wo er bis zu seiner Emeritierung 1991 blieb, zeitweise als Direktor des Instituts.
Er war seit 1956 verheiratet und hatte drei Kinder.

## Schriften
- Experimente der Kernphysik und ihre Deutung. 3 Bände. Bibliographisches Institut, Mannheim, Wien, Zürich 1972, 1973. 2. Auflage 1978, 1979, ISBN 3-411-01560-8, ISBN 3-411-01551-9, ISBN 3-411-01561-6.